# Schizachyrium rhizomatum
Schizachyrium rhizomatum är en gräsart som först beskrevs av Jason Richard Swallen, och fick sitt nu gällande namn av Gould. Schizachyrium rhizomatum ingår i släktet Schizachyrium och familjen gräs. Inga underarter finns listade i Catalogue of Life.